# Oswald Carver
Oswald Armitrage Guy Carver (Marple, 2 febbraio 1887 – Gallipoli, 7 giugno 1915) è stato un canottiere britannico.
Cognato di Harold Barker, anch'egli canottiere.
Ha vinto la medaglia di bronzo olimpica nel canottaggio alle Olimpiadi 1908 tenutesi a Londra, nella gara di Otto maschile con Frank Jerwood, Eric Powell, Edward Williams, Henry Goldsmith, Harold Kitching, John Burn, Douglas Stuart e Richard Boyle, a pari merito con la squadra canadese.